# 鞍斑蝴蝶魚
鞍斑蝴蝶魚，又稱鞭蝴蝶魚，俗名月光蝶，為輻鰭魚綱鱸形目蝴蝶魚科的其中一種。

## 分布
本魚分布於印度太平洋區，包括東非、亞丁灣、馬爾地夫、葛摩、模里西斯、塞席爾群島、斯里蘭卡、馬來西亞、菲律賓、印尼、中國南海、東海、日本、台灣、越南、新幾內亞、所羅門群島、澳洲、馬里亞納群島、馬紹爾群島、密克羅尼西亞、帛琉、諾魯、斐濟群島、夏威夷群島、法屬波里尼西亞、復活節島、加拉巴哥群島、東加、吉里巴斯、吐瓦魯、萬納杜、薩摩亞群島、厄瓜多、墨西哥等海域。

## 深度
水深0至30公尺。

## 特徵
本魚體淡黃色，因體側後上方有一大於頭部的水滴狀黑斑而得名，且背鰭第5條軟條延長。成魚在眼部有一細的淡褐色眼帶，而幼魚則為黑色，且在尾柄處有黑色圓斑，但此斑會隨成長而消失。鰭硬棘13至14枚、軟條21至24枚；臀鰭硬棘3枚、軟條20至22枚。體長可達30公分。

## 生態
本魚喜歡棲息在珊瑚礁成長茂盛的水域，幼魚常出現在內灣或港內靜水處，成魚成對在礁區漫游，在繁殖季節可發現雌魚腹部明顯膨脹。屬雜食性，以魚卵、珊瑚蟲、海綿、藻類和底棲生物為食。

## 經濟利用
體色複雜而鮮豔、為高價值觀賞性魚類，不供食用。